# 클라우스 베스터만
클라우스 베스터만(Claus Westermann, 1909년 10월 7일 - 2000년 6월 11일)은 독일 개신교 구약학자 겸 저술가이다. 그는 하이델베르크 대학교 전임교수 직위로서는 1958년에서 1978년까지 출강하였다.
아프리카 선교사의 아들로 태어난 그는 1933년 기독교 목사가 되었다. 구약연구를 시작하였는데 시편에 관심을 많이 가졌다. 튀빙겐 대학교, 마르부르크 대학교, 베를린 대학교에서 공부를 하였다. 나치 정권 시절에 5년 동안 러시아 전쟁포로수용소에서 통역도 하고 루터의 성경을 탐독하였다. 전쟁 후 베스트만은 폰 라트, 한스 월터 울프(Hans Walter Wolff), 루돌프 렌토프(Rolf Rendtorff)와 같은 세계적인 구약학의 거장이었던 동료 기독교학 교수들과 함께 하이델베르크 대학교에서 구약을 강의했다. 1998년 1월 이후 학술 활동에서 물러났으며 2000년 6월 11일 향년 91세로 별세하였다. 창세기 1-11장까지 주해를 한 그의 주석은 유명하다.

## 주요 경력
- 前 독일 하이델베르크 대학교 전임교수
- 前 독일 튀빙겐 대학교 석좌교수

## 대표적인 작품들
- Basic Forms of Prophetic Speech (English translation 1967)
- "Also Thousand Years and a Day-Our Time in the Old Testament" 1957, (English translation 1962)
- The Psalms: Structure, Content and Message (English translation 1980)
- Elements of Old Testament Theology (English translation 1982)
- Genesis 1 - 11
- Genesis 12 - 36
- Genesis 37 - 50